# رابيد دانسيور (كيبك)
رابيد دانسيور (بالإنجليزية: Rapide-Danseur, Quebec)‏ هي بلدية محلية في كيبيك تقع في كندا في Abitibi-Ouest Regional County Municipality. يقدر عدد سكانها بـ 312 نسمة ومساحتها 183.90 كم2 .